# Чернавка (приток Оболи)
Чернавка (бел. Чарнаўка) — река в Белоруссии, левый приток Оболи. Протекает в Городокском и Шумилинском районах Витебской области. Длина 32 км. Водосбор 220 км². Среднегодовой расход воды в устье 1,5 м³/с. Средний наклон водной поверхности 1,6 ‰.
Река вытекает из озера Черново в Городокском районе. Исток Чернавки находится в западной оконечности озера. Вскоре после истока река протекает озеро Малое Черново. Верхнее течение проходит по Городокскому району, нижнее — по Шумилинскому. Генеральное направление течения — юго-запад.
Протекает в пределах Городокской возвышенности и Полоцкой низменности. Долина в верховье шириной 150—200 метров, ниже по течению невыразительная. Пойма двусторонняя, заболоченная. Русло в среднем течении канализировано. Ширина реки в устье около 12 метров.
Основной приток — Берновка (правый).
Река протекает сёла и деревни Оското, Долгополье, Крошки, Хрипки, Глушица.
Впадает в Оболь у деревни Скатица.